# Pidhorodne, Liuboml
Pidhorodne (în ucraineană Підгоро́дне) este localitatea de reședință a comunei Pidhorodne din raionul Liuboml, regiunea Volînia, Ucraina.

## Demografie
Componența lingvistică a localității Pidhorodne
     Ucraineană (99,49%)
     Alte limbi (0,51%)
Conform recensământului din 2001, majoritatea populației localității Pidhorodne era vorbitoare de ucraineană (99,49%), existând în minoritate și vorbitori de alte limbi.